# NGC 1275
NGC 1275 (als Radioquelle als Perseus A bekannt, weiter als 3C 84) ist die zentrale Galaxie des Perseus-Galaxienhaufens. An der Galaxie manifestiert sich eine außergewöhnliche Vielfalt astrophysikalischer Phänomene und sie war Gegenstand einer Vielzahl von Untersuchungen. So wurde sie etwa als Cooling-Flow-Galaxie, ungewöhnliche Seyfertgalaxie vom Typ 1, BL-Lac-Objekt und als LINER-Galaxie klassifiziert. Zudem ist sie insbesondere eine starke Radioquelle (FRI-Radiogalaxie). Ihre Entfernung von der Milchstraße wird auf rund 240 Millionen Lichtjahre geschätzt.

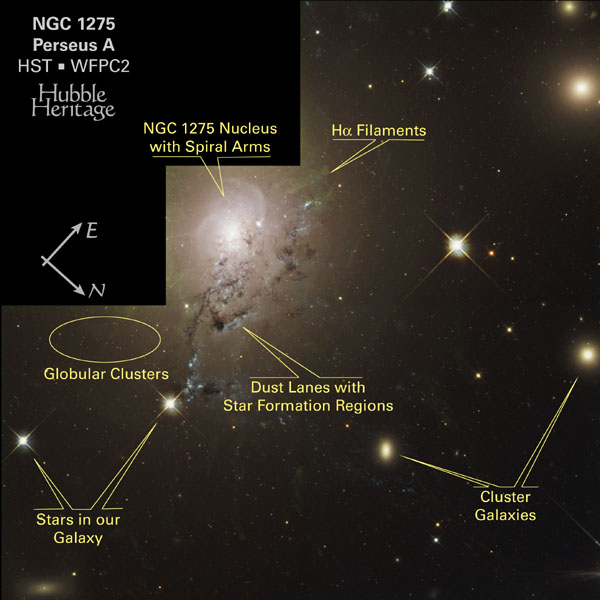
NGC 1275 illustriert

Das Objekt wurde am 17. Oktober 1786 von Wilhelm Herschel entdeckt. In NGC 1275 wurde die Supernova SN 1968A (Typ I) beobachtet.
In den letzten zehn Jahren konnte man von der Erde aus die Entstehung eines neuen Jets um das zwei Milliarden Sonnenmassen schwere zentrale supermassereiche Schwarze Loch beobachten. Mithilfe des Very Long Baseline Interferometry und des Spektr-R Radiosatelliten aus Russland im Rahmen von RadioAstron ist es möglich eine Auflösung von etwa zwölf Lichttagen (entsprechend einigen hundert Schwarzschildradien des schwarzen Lochs) zu erreichen. Damit ist es gelungen, die Form des Jets als zylindrisch zu beschreiben.
Damit ist es erstmals gelungen die Ursprungsregion eines Jets aus der Umgebung eines schwarzen Lochs detailliert abzubilden, noch dazu eines relativ jungen Jets (er wurde um 2008 neu gestartet) im Gegensatz etwa zu M 87, der einzigen anderen Galaxie in der die Ursprungsregion eines Jets aus einem schwarzen Loch mit hoher Auflösung untersucht wurde. Zur Überraschung der beteiligten Wissenschaftler zeigte sich, dass der Jet an seinem Ursprung eine größere Ausdehnung hatte als erwartet – die gängige Theorie sah eine Entstehung direkt in der Ergosphäre des schwarzen Lochs. Stattdessen sprechen die Ergebnisse für eine Entstehung bis zum äußeren Bereich der Akkretionsscheibe.